# Kompaktaty praskie
Kompaktaty praskie lub kompakty praskie (łac. com 'współ' i pactum 'umowa') – ugoda zawarta w 1436 w Pradze przez umiarkowany odłam husytów (utrakwistów) z soborem bazylejskim.
W zamian za uznanie władzy papiestwa i praw Zygmunta Luksemburskiego do korony czeskiej kompaktaty praskie zapewniały:
- autonomię Kościoła husyckiego,
- komunię pod obiema postaciami (chleba i wina),
- możliwość sprawowania liturgii w języku czeskim,
- wybór arcybiskupa praskiego przez czeskie stany.

Kompaktaty praskie nie uzyskały sankcji papieża Piusa II i zostały przez niego unieważnione w 1462 roku.